# NGC 43
NGC 43은 안드로메다자리 방향에 위치한 렌즈형 은하이다. 1827년 존 허셜에 의해 발견되었으며 지름은 약 27 킬로파섹(약 88,000광년)이다. 겉보기 등급은 +13.9이다.